# 청돔
청돔은 도미과의 물고기이다. 몸색깔은 회청색이며 각 비늘마다 여러개의 선무늬가 있다. 배지느러미와 뒷지느러미는 노란색이다.